# Jasmine Myra
Jasmine Myra (* ≈ 1994 als Jasmine Whalley) ist eine britische Jazzmusikerin (Altsaxophon, Flöte, Komposition).

## Leben und Wirken
Myra ist in Leeds aufgewachsen, wo sie in jungen Jahren zum Musizieren ermutigt wurde. In der High School erhielt sie Saxophonunterricht und begann in vielen Bands zu spielen. So gehörte sie zum lokalen Jugendjazzorchester LYRJO. Dann absolvierte das Leeds Conservatoire;
Myra blieb Teil der Musikszene von Leeds und gehört zum dortigen Abstract Orchestra. Ihre Kompositionen sind von so unterschiedlichen Künstlern wie Bonobo, Ólafur Arnalds und Kenny Wheeler beeinflusst. 2019 erschien ihre EP Bring to Light. Ihr Debütalbum Horizons, das 2022 bei Gondwana Records erschien, wurde von der Kritik positiv bewertet.  Sie stellte sich 2023 beim Herbstfestival in Montreux vor. 2024 erschien das von Matthew Halsall produzierte Album Rising (Gondwana).